# ساناز سعیدی
ساناز سعیدی (زاده ۲۴ فروردین ۱۳۶۸) بازیگر ایرانی است. او به دلیل ظاهر و زیبایی چهره‌اش مورد تحسین واقع شده است.
از کارهای معروف او می‌توان به بازی در مجموعه تلویزیونی فریبا اشاره کرد.
ساناز سعیدی در حاشیه جشنواره فجر ضمن انتقاد از بی‌توجهی به بازیگران زن گفت: «اگر بستر مناسب برای بازیگران زن فراهم شود، شاهد خلق آثار به یاد ماندنی و شخصیت‌های پیچیده خواهیم بود، چرا نقش‌های زنانه درست و چالش‌برانگیز نوشته نمی‌شوند؟ آیا بازیگران توانایی لازم را ندارند؟ بشخصه، بعید می‌دانم. به همین دلیل باید به این مسئله توجه کرد که چرا اینگونه نقش‌ها ساخته نمی‌شود و بستر مناسبی برای آن وجود ندارد.»

## فیلم‌شناسی

### مجموعهٔ تلویزیونی
| نام                | کارگردان                           | سال  | توضیحات             |
| ------------------ | ---------------------------------- | ---- | ------------------- |
| ذهن زیبا           | محمدرضا خردمندان                   | ۱۴۰۳ | رمضان ۱۴۰۳ شبکه ۱   |
| فریبا              | محمود معظمی                        | ۱۴۰۳ | زمستان ۱۴۰۳ شبکه ۳  |
| از سرنوشت ۴        | محمدرضا خردمندان و علیرضا بذرافشان | ۱۴۰۱ | بهار ۱۴۰۱ شبکه ۲    |
| بوی باران          | محمود معظمی                        | ۱۳۹۸ | بهار ۱۳۹۸ شبکه ۱    |
| بچه‌مهندس (فصل اول) | علی غفاری                          | ۱۳۹۷ | رمضان ۱۳۹۷ شبکه ۲   |
| سارق روح           | احمد معظمی                         | ۱۳۹۶ | زمستان ۱۳۹۶ شبکه ۵  |
| نفس                | جلیل سامان                         | ۱۳۹۶ | رمضان ۱۳۹۶ شبکه ۳   |
| پریا               | حسین سهیلی زاده                    | ۱۳۹۵ | تابستان ۱۳۹۵ شبکه ۳ |

### سینمایی
| نام         | کارگردان                     | سال  |
| ----------- | ---------------------------- | ---- |
| پیشمرگ      | علی غفاری                    | ۱۴۰۳ |
| یادگار جنوب | حسین دوماری و پدرام پورامیری | ۱۴۰۱ |
| قدغن        | مجید مافی                    | ۱۴۰۰ |
| سودابه      | محمد علی سجادی               | ۱۳۹۸ |

### نمایش خانگی
| نام    | کارگردان    | سال  |
| ------ | ----------- | ---- |
| نیوکمپ | منوچهر هادی | ۱۴۰۲ |

تئاتر
گمشده در یانکرز ۱۳۹۲